# Rue Saint-Thiébaut
La rue Saint-Thiébaut est une voie située au sein de la commune de Nancy, dans le département de Meurthe-et-Moselle, en région Lorraine.

## Situation et accès
La voie, d'une direction générale est-ouest et en partie piétonne, est placée dans le quartier Saint-Sébastien, à proximité de l'église éponyme, au sein de la Ville-neuve, et appartient administrativement au quartier Charles III - Centre Ville.
Elle débute à son extrémité orientale rue des Ponts, à la lisière de la place Charles III, et aboutit boulevard Joffre en croisant les rues Clodion, Notre-Dame, Léopold-Lallement et du Grand-Rabbin Haguenauer. La rue Saint-Thibaut est partiellement couverte, au niveau du centre commercial Saint Sébastien. La voie est parallèle à la rue Saint-Jean, ainsi qu'au passage Bleu.

## Origine du nom
Il y avait là primitivement un faubourg de la Ville-Vieille, appelé Saint-Thiébaut, qui reliait le vieux Nancy à la Commanderie Saint-Jean. C'est là que Charles le Téméraire établit son camp en 1476.

## Historique
L'actuelle rue n'a presque plus rien à voir avec l'ancienne rue Saint-Thiébaut. Elle ne figure pas dans le plan du duc Charles III pour la Ville-Neuve mais elle est très rapidement tracée pour faire une voie transversale supplémentaire entre la rue Saint-Jean et la rue de la Hache. Plus étroite que les autres, elle traverse alors la ville pour relier les remparts Est et Ouest.
Cette rue a subi de nombreuses transformations au XXe siècle avec la restructuration du quartier Saint-Sébastien qui a fait disparaître les maisons trop vétustes en les remplaçant par des grands immeubles modernes et un nouveau tracé. La construction d'un important centre commercial, entre 1973 et 1976, la rend piétonne au pied de ces immeubles.
Cette voie a été nommée en 1725 « rue du Moulin » puis « rue du Moulin Ville-Neuve », « rue du Moulin Saint-Thiébaut », en 1793 « rue du Moulin », en 1837 « rue du Moulin » pour une partie et « rue Saint-Thiébaut » pour l'autre partie avant de prendre depuis 1839 le nom de « rue Saint-Thiébaut » sur sa totalité.

## Bâtiments remarquables et lieux de mémoire
- Tour Joffre Saint-Thiébaut, construite en 1963, immeuble culminant à 80 mètres de hauteur avec 24 étages, située à l'extrémité occidentale de la rue, formant l'angle avec le boulevard Joffre[3].
- Tour A Saint-Sébastien, construite en 1974, immeuble culminant à 60 mètres de hauteur avec 18 étages, située à l'extrémité occidentale de la rue, formant l'angle avec la rue du Grand-Rabbin-Haguenauer[3].
- Maison natale du général Drouot (1774-1847), comte d'empire. Il est né le 11 janvier 1774, à minuit, rue Saint-Thiébaut au numéro 22, à l'emplacement actuel du centre commercial, d'un père boulanger dans ce faubourg[2].